# 백일섭
백일섭(白一燮) 1944년 6월 10일 출생한 대한민국의 배우이다. 본관은 수원 백씨이다.

## 상세
- 1964년 연극 배우로 처음 데뷔하였고 이듬해 1965년 뮤지컬배우 데뷔하였으며 같은 해 1965년 서울중앙방송(지금의 KBS 한국방송공사) 공채 5기 탤런트로 데뷔했다.
- 1969년 문화방송 개국과 아울러 KBS, MBC(문화방송), TBC(동양방송) 드라마에 자주 출연하였다.

- 1969년 신상옥 연출의 영화 《사녀》를 시작으로 영화배우 활동을 하기도 하였으나, 1990년대 이후로는 텔레비전 드라마에 주력하고 있는데 1980년대 말부터 영화제작에 뜻을 두기 위해[1] 몇 년 동안 방송 활동을 중단했었다.

- 박정희 대통령 집권 당시, 대한민국 최초로 청와대로 초청받은 연예인 1호로 알려지기도 했다.
- MBC 문화방송의 드라마 《아들과 딸》에서 아버지 역을 맡은 백일섭이 극 중에서 취중에 독특하게 부르는 옛 노래〈홍도야 우지마라〉가 다시 인기를 끈 일이 유명하다.[2]
- 가수 조영남과는 같은 고등학교 출신이다.

## 학력
- 여수서국민학교 졸업
- 여수종고중학교 졸업
- 여수수산고등학교 어로과 전학
- 강문고등학교 졸업
- 명지대학교 영어영문학 학사

## 출연작

### 드라마
- 1969년 MBC 개국드라마 《태양의 연인》
- 1969년 MBC 일일연속극 《개구리 남편》
- 1972년 MBC 일일연속극 《임꺽정》
- 1973년 MBC 일일연속극 《민비》
- 1973년 MBC 일일연속극 《여심》
- 1974년 KBS 일일연속극 《하얀꽃》
- 1974년 KBS 일일연속극 《충의》
- 1975년 TBC 일일연속극 《임금님의 첫사랑》 ... 흥선대원군 역
- 1976년 TBC 주말연속극 《결혼행진곡》
- 1977년 TBC 주말연속극 《청실홍실》
- 1978년 TBC 일일연속극 《상노》
- 1979년 TBC 기념특집극 《대춘향전》 ... 이방 역
- 1980년 TBC 일일연속극 《휘청거리는 오후》
- 1980년 TBC 어린이드라마 《바람돌이 장영실》
- 1981년 KBS1 일일연속극 《길》
- 1981년 KBS1 대하드라마 《대명》 ... 임경업 역
- 1981년 KBS2 주간연속극 《포도대장》 ... 백 포교 역
- 1981년 KBS2 일일연속극 《혼자 사는 여자》
- 1982년 KBS2 주간연속극 《꽃바람》
- 1982년 KBS2 실화극장 《지금 평양에선》 ... 양형섭 역
- 1983년 KBS1 대하드라마 《개국》 ... 떡대 역
- 1983년 KBS1 특집드라마 《아버지》
- 1983년 KBS1 특집드라마 《기도》
- 1983년 KBS1 특집드라마 《그날》
- 1984년 KBS1 특집드라마 《함정》
- 1984년 KBS2 주간연속극 《영산강》
- 1985년 KBS2 일일연속극 《즐거운 우리집》 ... 할아버지 역
- 1986년 KBS2 주간연속극 《형사 25시》
- 1987년 KBS1 특집드라마 《어느 방송인》
- 1987년 KBS2 주간연속극 《큰형수》
- 1987년 KBS2 일일연속극 《꼬치미》
- 1989년 KBS2 미니시리즈 《절반의 실패》
- 1989년 MBC 정치드라마 《제2공화국》 ... 국가재건최고회의 재정경제위원장 김동하 역
- 1989년 MBC 창사 28주년 특집드라마 《타오르는 강》
- 1991년 SBS 일일사극 《유심초》
- 1992년 MBC 주말연속극 《아들과 딸》 ... 이만복 역
- 1993년 MBC 정치드라마 《제3공화국》 ... 경제부총리 겸 경제기획원 장관 장기영 역
- 1993년 ~ 1995년 KBS2 일요아침드라마 《일요일은 참으세요》
- 1993년 KBS2 미니시리즈 《굿모닝 영동》 ... 주근노 역
- 1994년 KBS2 주말연속극 《남자는 외로워》 ... 강달호 역
- 1994년 SBS 아침연속극 《행복하고 싶어요》 ... 오병택 역
- 1994년 SBS 주말극장 《이 여자가 사는 법》 ... 진무섭 역
- 1995년 KBS2 주간연속극 《간 큰 남자》
- 1995년 MBC 대하드라마 《제4공화국》 ... 4대 중앙정보부장 김형욱 역
- 1996년 MBC 일일연속극 《자반고등어》 ... 유복조 역
- 1997년 MBC 신년특집극 《황금 깃털》 ... 박준구 역
- 1997년 SBS 일일시트콤 《OK목장》 ... 목장주 역
- 1997년 SBS 일일연속극 《미아리 일번지》 ... 칠성 역
- 1997년 MBC 일일시트콤 《남자 셋 여자 셋》 ... 문화대학교 영어영문학과 겸임교수 백두진 역
- 1997년 KBS2 아침드라마 《신부의 방》
- 1997년 KBS2 일일시트콤 《아무도 못말려》
- 1997년 KBS2 주간연속극 《세 여자》
- 1998년 ~ 2000년 MBC 주간연속극 《육남매》 ... 함북쌀상회 주인 원영달 역
- 1998년 SBS 일일연속극 《7인의 신부》 ... 유달리 역
- 1998년 KBS1 일일연속극 《내사랑 내곁에》 ... 허풍직 역
- 1999년 MBC 일일연속극 《하나뿐인 당신》 ... 장필선 역
- 1999년 MBC 주말연속극 《사랑해 당신을》
- 2000년 SBS 일요드라마 《카이스트》 ... 교수 역
- 2000년 SBS 드라마 스페셜 《불꽃》 ... 지현 부 역
- 2000년 MBC 일일시트콤 《논스톱》 ... 백일섭 역
- 2000년 SBS 미니시리즈 《천사의 분노》
- 2001년 ~ 2007년 KBS1 농촌드라마 《대추나무 사랑걸렸네》 ... 박태민 역
- 2001년 SBS 드라마 스페셜 《신화》 ... 대웅 부 역
- 2001년 KBS2 미니시리즈 《미나》
- 2002년 MBC 주말연속극 《여우와 솜사탕》 ... 봉진석 역
- 2002년 SBS 주말 특별기획 《유리구두》 ... 김필중 역
- 2002년 MBC 아침드라마 《황금마차》 ... 순정 부 역
- 2003년 KBS2 주말연속극 《보디가드》 ... 경탁 부 역
- 2003년 MBC 일일연속극 《귀여운 여인》 ... 장중훈 역
- 2003년 KBS2 추석특집극 《혼수》 ... 나사장 역
- 2004년 KBS1 일일연속극 《금쪽같은 내 새끼》 ... 안덕배 역
- 2004년 MBC 추석특집극 《아버지의 바다》 ... 박태종 역
- 2005년 SBS 주말 특별기획 《해변으로 가요》 ... 윤 노인 역
- 2006년 MBC 미니시리즈 《내 인생의 스페셜》
- 2006년 MBC 일일연속극 《사랑은 아무도 못말려》 ... 태희 부 역
- 2006년 SBS 금요드라마 《마이 러브》 ... 이상구 역
- 2007년 MBC 일일연속극 《나쁜 여자 착한 여자》 ... 김봉달 역
- 2008년 KBS2 주말연속극 《엄마가 뿔났다》 ... 나일석 역
- 2008년 MBC 미니시리즈 《달콤한 인생》 ... 박병식 역
- 2009년 KBS2 주말연속극 《솔약국집 아들들》 ... 송광호 역
- 2009년 SBS 연말특집극 《아버지의 집》 ... 강수복 역
- 2010년 MBC 2부작 특집극 《된장군과 낫토짱의 결혼전쟁》 ... 김달만 역
- 2010년 MBC 미니시리즈 《신이라 불리운 사나이》 ... 홍덕보 영감 역
- 2010년 KBS2 주말연속극 《결혼해주세요》 ... 김종대 역
- 2010년 MBC 아침드라마 《주홍글씨》 ... 한용진 역
- 2010년 MBC 주말연속극 《욕망의 불꽃》 ... 김 회장 친구 역
- 2011년 KBS2 주말연속극 《사랑을 믿어요》 ... 김수봉의 친구, 백일섭 역(특별출연)
- 2011년~2012년 KBS2 주말연속극 《오작교 형제들》 ... 황창식 역
- 2012년 MBC 창사특별기획 《빛과 그림자》 ... 김풍길 역
- 2012년 SBS 설날특집극 《널 기억해》 ... 덕수 부 역
- 2012년 KBS1 일일연속극《힘내요 미스터 김》 ... 천경술 역
- 2013년 SBS 주말 특별기획 《결혼의 여신》 ... 송남길 역
- 2013년 JTBC 일일연속극 《더 이상은 못 참아》 ... 황종갑 역
- 2013년 MBC 단막극 《드라마 페스티벌 - 햇빛 노인정의 기막힌 장례식》 ... 김구봉 역
- 2018년 tvN 불금시리즈 《톱스타 유백이》 ... 백일섭 역(특별출연)

### 영화
- 1967년 《돌무지》
- 1968년 《나그네 황금 검객 108관》
- 1969년 《명동 삼총사》
- 1969년 《백장미》
- 1969년 《사녀》
- 1969년 《소문난 아가씨들》
- 1969년 《장마루촌의 이발사》
- 1969년 《명동 출신》
- 1970년 《태조 왕건》
- 1970년 《나이프 장》
- 1970년 《민비와 마검》
- 1971년 《말썽난 총각》
- 1972년 《며느리의 한》
- 1972년 《갑돌이와 갑순이》 ... 갑돌이 역
- 1973년 《또순이와 갑순이》
- 1973년 《청춘 하이웨이》
- 1973년 《귀향》
- 1973년 《명동을 떠나면서》
- 1974년 《증언》
- 1974년 《천풍》
- 1974년 《별들의 고향》 ... 동혁 역
- 1974년 《아빠하고 나하고》
- 1974년 《흑나비》
- 1974년 《죽어서 말하는 여인》
- 1974년 《애정이 꽃피는 계절》
- 1974년 《달래》
- 1974년 《청녀》
- 1975년 《삼각의 함정》
- 1975년 《망나니》
- 1975년 《바보 용칠이》 ...용칠 역
- 1975년 《소》
- 1975년 《삼포 가는 길》 ... 노영달 역
- 1975년 《조약돌》
- 1976년 《왕십리》
- 1976년 《위험한 여자》
- 1976년 《내 마음 나도 몰라》
- 1977년 《처녀의 성》
- 1978년 《아스팔트 위의 여자》
- 1978년 《당신만을 사랑해》
- 1978년 《옛날 옛적에 훠어이 훠이》
- 1978년 《산골 나그네》
- 1979년 《하늘나라에서 온 편지》
- 1979년 《로맨스 그레이》
- 1979년 《O양의 아파트 2》
- 1979년 《느미》
- 1979년 《을화》
- 1979년 《병태와 영자》
- 1979년 《폭풍을 잡는 사나이》
- 1980년 《남자 가정부》
- 1980년 《팔불출》 ... 팔불출 역
- 1980년 《세번 웃는 여자》
- 1980년 《열번 찍어도 안 넘어진 사나이》
- 1982년 《풍운아 팔불출》
- 1982년 《화순이》 ... 만석 역
- 1982년 《종로 부르스》
- 1982년 《평양 박치기》
- 1983년 《0시의 호텔》
- 1983년 《참새와 허수아비》 ... 유진 역
- 1983년 《내 인생은 나의 것》
- 1984년 《내가 마지막 본 흥남》 ... 덕수 역
- 1986년 《오사까대부》
- 1987년 《따귀 일곱대》 ... 회장 역
- 1987년 《딱 한번 만나요》
- 1987년 《서울은 여자를 좋아해》 ... 양 사장 역
- 1987년 《마님》
- 1987년 《엄마는 외출중》 ... 호 역
- 1988년 《합궁》
- 1990년 《불타는 장미》
- 1990년 《마리화나》
- 1993년 《소녀 18세》
- 2002년 《피도 눈물도 없이》 ... 칠성 역
- 2002년 《동갑내기 과외하기》 ... 지훈 부 역
- 2004년 《그녀를 모르면 간첩》 ... 박무순 역
- 2005년 《B형 남자친구》 ... 영빈 부 역
- 2005년 《가문의 위기》 ... 진경 부 역(특별출연)
- 2006년 《구세주》 ... 정환 부 역
- 2006년 《한반도》 ... 북한국방위원장 역
- 2006년 《각설탕》 ... 노 신사 역(특별출연)
- 2006년 《누가 그녀와 잤을까?》 ... 신부 역
- 2007년 《마강호텔》 ... 김무상 역
- 2007년 《저 하늘에도 슬픔이》 ... 경수 부 역
- 2007년 《만남의 광장》 ... 영탄 부 역(특별출연)
- 2007년 《스카우트》 ... 선동열 부 역
- 2014년 《두근두근 내 인생》 ... 장씨 역
- 2014년 《장수상회》 ... 버스 기사 역(특별출연)

### 예능
- 1991년-2009년 KBS2 《가족오락관》게스트
- 2003년 KBS2 《비타민》
- 2012년 TV조선 《백일섭의 진미천하》
- 2013년 tvN 《꽃보다 할배》
- 2015년 tvN 《꽃보다 할배 - 그리스 편》
- 2017년 KBS2 《살림하는 남자들》
- 2021년 KBS2 《TV는 사랑을 싣고》

### 교양
- 2014년 채널A 《백일섭의 그때 그 사람》

### 광고
- 1980년 삼성물산 버킹검
- 1985년 대일화학 (대일시프, 대일 샘 파스)
- 1985년 동원F&B 동원참치
- 1985년 대선산업 맛고 찰고추장
- 1987년 ~ 2002년 대웅제약 우루사
- 1986년 ~ 1987년 대웅제약 미란타
- 1988년 대웅제약 대웅천
- 1993년 ~ 1994년 농심 (신라면, 포테토칩, 너구리, 안성탕면, 뚝배기 컵면 등)
- 1993년 한국GM 다마스 LPG
- 1993년 유한양행 알마겔
- 1994년 유한양행 맥생
- 1994년 마이크로매직
- 1994년 동방종합식품 와송엽엑기스
- 1994년 ~ 1995년 오리온 베이직
- 1997년 개성인삼협동조합 홍록정
- 1999년 롯데푸드 떡갈비
- 2003년 롯데하이마트 김치냉장고
- 2013년 LG유플러스 유플러스 TV*G ("tvN 꽃보다 할배" 팀으로 특별출연)
- 2014년 귀뚜라미 ("tvN 꽃보다 할배" 팀으로 특별출연)
- 동아오츠카 코카스
- 명인제약 이가탄
- 롯데칠성음료 백화수복

### 뮤지컬
- 2005년 《팔도강산》 ... 이수복 역

### 저서
- 2011년 살맛나는 임플란트 이야기
- 2012년 살맛나는 임플란트 이야기(개정판)

## 그 외의 약력
- 자유민주연합 당무위원(2001년 1월 ~ 2001년 2월)
- 서일대학 연극영화학과 겸임교수(2001년 8월 ~ 2002년 2월)

## 수상
- 1975년 제11회 백상예술대상 영화부문 남자 최우수연기상
- 1993년 제29회 백상예술대상 TV부문 인기상
- 1996년 MBC 연기대상 남자 최우수연기상
- 2002년 자랑스런 여수인
- 2008년 코리아드라마페스티벌 공로상
- 2008년 제9회 대한민국 영상대전 탤런트부문 포토제닉상
- 2016년 제1회 tvN Awards 예능아이콘상

## 사건사고 및 논란
- 2007년 대한민국 대통령 선거에서 한나라당 이명박 후보를 공개 지지하면서 무소속 이회창 후보를 비하하는 발언을 해 뭇매를 맞았다.[3] 백일섭은 추후 이 발언이 단순한 농담이었다고 해명했다.[4]

## 가족
- 배우자

- 자녀 아들 백승우, 딸 백지은